# آدولف هوخ
آدولف هوخ (آلمانی: Adolf Hoch; ۱۷ ژوئن ۱۹۱۰ – ۲۴ مهٔ ۱۹۹۲) معمار اهل اتریش بود.
از افتخارات وی میتوان به کسب مدال طلا طراحی ساختمان در بخش مسابقات هنری بازی‌های المپیک تابستانی ۱۹۴۸ اشاره کرد.